# UFC on FOX 24
UFC on FOX 24: Johnson vs. Reis（ユーエフシー・オン・フォックス・トゥエンティーフォー：ジョンソン・バーサス・ヘイス）は、アメリカ合衆国の総合格闘技団体「UFC」の大会の一つ。2017年4月15日、ミズーリ州カンザスシティのスプリント・センターで開催された。

## 大会概要
UFCのミズーリ州初開催となった本大会では、王者デメトリアス・ジョンソンと挑戦者ウィルソン・ヘイスによるUFC世界フライ級タイトルマッチが組まれた。
BAMMAバンタム級王者トム・デュケノアがUFCデビュー。

## 試合結果

### アーリープレリム
第1試合 女子バンタム級 5分3R
○  ケトレン・ヴィエラ vs.  アシュリー・エバンス＝スミス ×
3R終了 判定3-0（29-28、29-28、30-27）
第2試合 ウェルター級 5分3R
○  ザック・カミングス vs.  ネイサン・コイ ×
1R 4:21 TKO（ギロチンチョーク）
第3試合 ミドル級 5分3R
○  アンソニー・スミス vs.  アンドリュー・サンチェス ×
3R 3:52 KO（右ハイキック→パウンド）
第4試合 ライトヘビー級 5分3R
○  デビン・クラーク vs.  ジェイク・コリアー ×
3R終了 判定3-0（30-27、30-27、30-26）
第5試合 バンタム級 5分3R
○  アルジャメイン・スターリング vs.  アウグスト・メンデス ×
3R終了 判定3-0（29-28、29-28、29-28）

### プレリミナリーカード
第6試合 フライ級 5分3R
○  ティム・エリオット vs.  ルイス・スモルカ ×
3R終了 判定3-0（30-27、30-27、30-27）
第7試合 ライト級 5分3R
○  ラシッド・マゴメドフ vs.  ボビー・グリーン ×
3R終了 判定2-1（29-28、28-29、29-28）
第8試合 バンタム級 5分3R
○  トム・デュケノア vs.  パトリック・ウィリアムス ×
2R 0:28 TKO（肘打ち連打）
第9試合 ヘビー級 5分3R
○  アレキサンダー・ヴォルコフ vs.  ロイ・ネルソン  ×
3R終了 判定3-0（30-27、30-27、30-27）

### メインカード
第10試合 フェザー級 5分3R
○  ヘナート・モイカノ vs.  ジェレミー・スティーブンス ×
3R終了 判定2-1（29-28、28-29、29-28）
第11試合 ミドル級 5分3R
○  ロバート・ウィテカー vs.  ホナウド・ジャカレイ ×
2R 3:28 TKO（右ハイキック→パウンド）
第12試合 女子ストロー級 5分3R
○  ローズ・ナマユナス vs.  ミシェル・ウォーターソン ×
2R 2:47 リアネイキッドチョーク
第13試合 UFC世界フライ級タイトルマッチ 5分5R
○  デメトリアス・ジョンソン vs.  ウィルソン・ヘイス ×
3R 4:49 腕ひしぎ十字固め
※ジョンソンが10度目の防衛に成功。

### 各賞
ファイト・オブ・ザ・ナイト： ティム・エリオット vs. ルイス・スモルカ
パフォーマンス・オブ・ザ・ナイト： デメトリアス・ジョンソン、ロバート・ウィテカー
各選手にはボーナスとして5万ドルが授与された。

### カード変更
負傷などによるカードの変更は以下の通り。